# L'Espurgatoire Seint Patriz
L'Espurgatoire Seint Patriz, ou La Légende du purgatoire de saint Patrick est un poème de Marie de France, composé à la fin du XIIe siècle. Il s'agit d'une adaptation en anglo-normand d'un texte latin, le Tractatus de purgatorio sancti Patricii du moine Henry de Saltrey (aujourd'hui Sawtry).

## Résumé
L'autrice y narre le pèlerinage d'un chevalier irlandais, Owein, qui se rend au purgatoire de saint Patrice (une île du comté de Donegal) pour expier ses péchés. Il descend au purgatoire, est visité par plusieurs démons qui lui montrent des scènes de torture pour tenter de le faire renier sa foi. Il repousse ces tentations en prononçant le nom de Jésus-Christ. Après une nuit entière au purgatoire, il retourne dans une église, où il commence son voyage de retour, purifié de ses fautes.

## Analyse

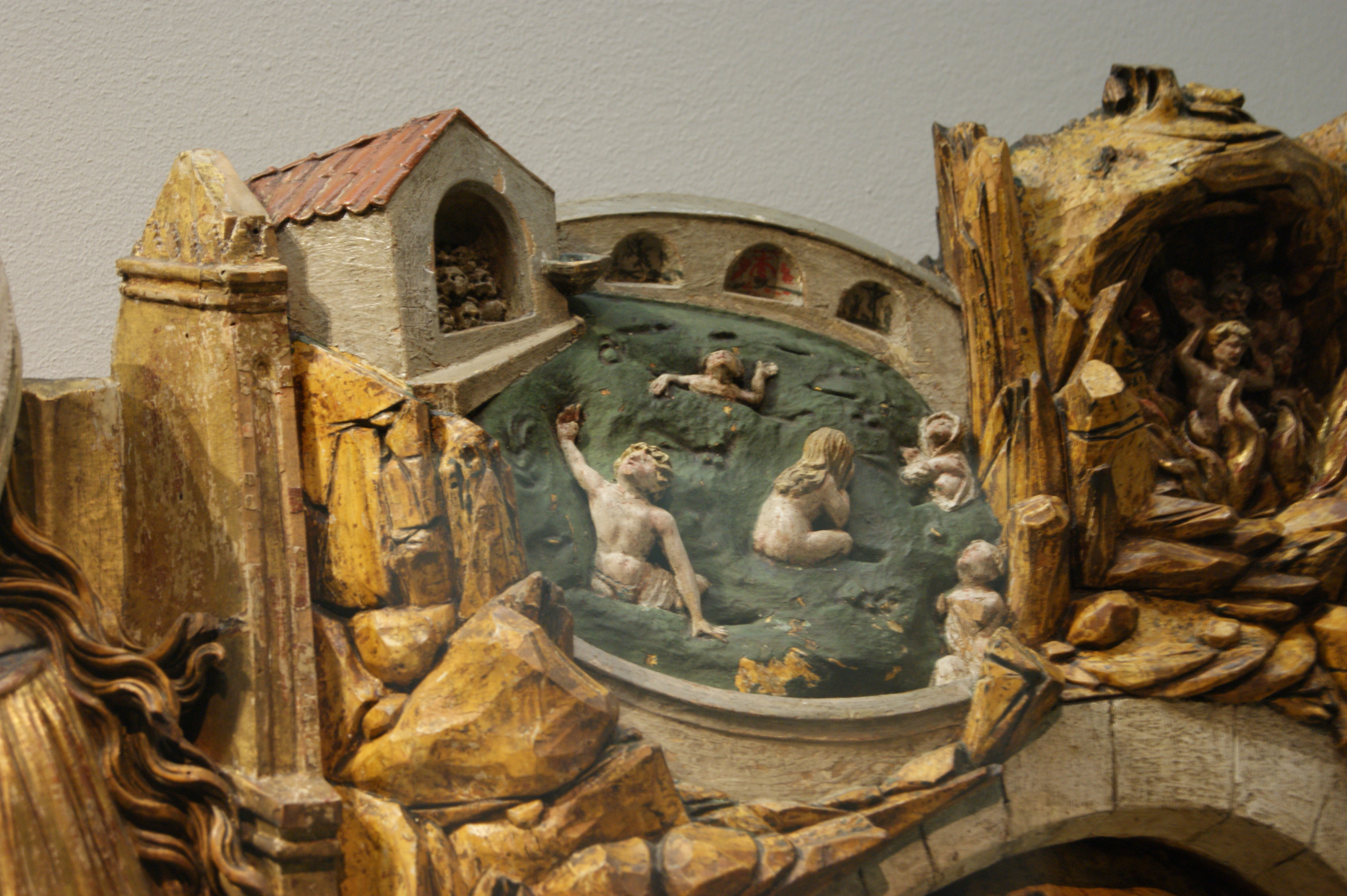
Représentation médiévale du purgatoire

Cette œuvre est une des premières représentations littéraires du purgatoire. Elle aborde les notions de péché et de châtiment et leurs places dans la représentation du monde du Moyen Âge. Elle mêle le sacré et le profane, non pas en opposition mais en dialogue.

## Postérité
Au début du XIXe siècle, Robert Southey s'est servi de L'Espurgatoire Seint Patriz pour écrire une ballade, St Patrick's Purgatory.